# Aristotelis Valaoritis
Aristotelis Valaoritis (in greco Αριστοτέλης Βαλαωρίτης; Leucade, 1824 – Leucade, 1879) è stato un poeta greco.
Patriota, volle propugnare l'annessione delle Isole Ionie alla Grecia. Sue sono le opere patriottiche Commemorazioni (1857), Athanàsis Diàkos (1867) e Fotìnos (1879).